# Презастраховане
Презастраховането е дейност по поемане от презастраховател, по силата на презастрахователен договор, на всички или на част от рисковете, покрити от застраховател, срещу отстъпване на застрахователна премия (активно презастраховане) и пряко свързаните с това дейности.

## Икономическа същност на презастраховането
Презастраховането, както и застраховането, възникват в сферата на морската търговия. В много научни разработки и учебници не се отрича, че презастраховането съществува в две разновидности – взаимнозастраховане.
Презастраховането по своето икономическо естество може да се сравни със застраховането. Но съзастраховането от юридическа гледна точка се отличава от презастраховането.
Презастраховане на рискове от специализирани професионални застрахователни дружества.
Първата форма е по-стара. Тя и до днес брани своето съществуване. Все повече застрахователи я предпочитат. Въпреки това, ролята на специализираните презастрахователни дружества на застрахователния пазар доминират.
При изясняване същността на презастраховането се срещат различни противоположни мнения. Една група автори смятат, че презастраховането има застрахователен характер, други смятат, че презастраховането няма нищо общо със застраховането, а трета група е на мнение, че презастраховането има застрахователен характер, но само в качеството си на застраховки срещу „Гражданска отговорност“ на прекия застраховател. Презастраховането може да се възприеме и като свободна форма на търговия. На практика презастрахователната индустрия трудно или почти не може да се регулира чрез правни норми и присъщите на застраховането принципи за калкулация на премията. Въпреки това, презастраховането е подчинено на определени норми на договаряне между бизнеспартньори. При разглеждане същността на презастраховането, е необходимо да се разгледа и същността на всеки презастрахователен договор, която в по-малка или по-голяма степен намира приложение в практиката.
Презастрахователния договор не е застрахователен договор. Страни в него, за разлика от застрахователния договор, са прекия застраховател и презастрахователното дружество. Презастраховането е сделка, в която един застраховател срещу премия възмездява всички или част от загубите на друг застраховател по сключени от него застрахователни договори. Така ясно се очертава основната задача на презастраховането – разпределение на риска, така че нито една от страните, участващи в поемането на отговорност, да не се обременява с финансови задължения към застрахования в оригиналния договор върху неговата платежоспособност.
Презастраховането както и застраховането е пряко свързано с риска. Застрахователните отношения се пораждат при наличието на мотивация за сключване на застраховка. Мотивацията се базира на защитата на определени икономически интереси.
Елементите на презастрахователните отношения, които се пораждат на базата на сключен презастрахователен договор, от гледна точка на тяхното значение, следва да се обобщят в две групи:
- иманентни и задължително необходими за съществуването на презастрахователното отношение-страни в договора, обект на презастраховката, вид на презастрахователния договори пр.
- естествени и случайни елементи – вредите от тяхното разпределение между прекия застраховател и презастрахователя.
Презастраховането може да бъде презастраховане, свързано с имуществено застраховане, и лично презастраховане, което е свързано с личното презастраховане. Но презастраховането варира не само в зависимост от тези два клона на застраховането, но и от отделни видове на легалното в основата му застраховане; презастраховане на морски застраховки, на отговорности и пр. Всяка една от тези презастраховки има своите особености, които са свързани с обекта, предмета на застраховане. На базата на особеностите на отделната застраховка се избира и видът и методът на презастраховане.
С презастрахователния договор прекия застраховател търси защита срещу гражданската отговорност, която може да му бъде предявена от застрахования, по силата на сключен презастрахователен договор. С други думи презастраховането е застраховане, което се сключва от застрахователя, срещу опасността със „собствени сили“ да изпълни поетите задължения към застрахования. И така, докато застраховането представлява създаване на централизирани фондове и резерви в ръцете на един специализиран застраховател, за сметка на премии от юридически и физически лица, при презастраховането презастрахователните фондове и резерви се създават за сметка на премии от застрахователи.
Последните отделят част от получените от застрахованите застрахователни премии, за да получат гаранция за изпълнение на задълженията си по сключени застрахователни договори. При презастраховането не се създават нови фондове и резерви, а само се свързват, координират от специализирано презастрахователно дружество, на вече създадени по пътя на застраховането застрахователни фондове и резерви. Самото координиране и частично обединяване е на първичните фондове и резерви на застрахователни дружества.
Следователно налице е съществено икономическо различие между застраховането и презастраховането. Всяко отъждествяване между тях е само чисто външно, формално сходство. То игнорира тяхното вътрешно материално различие.
Когато се изяснява икономическата същност на презастраховането, трябва да се приеме, че то може да се сравни със застраховането, застрахователните пулове и клубовете за протекция и обезщетения.
Юридически презастраховането се отличава от тези форми на поемането на отговорности, но по целта, която се преследва те са близки и затова те са част от понятието презастраховане.